# Chiesa di Sant'Eligio (Dunkerque)
La chiesa di Sant'Eligio (in francese Église Saint-Éloi) è il principale edificio di culto cattolico della città francese di Dunkerque. È stata classificata come monumento storico nel 1916, mentre il campanile antistante, ex torre della chiesa originaria, è stato classificato sin dal 1840. Il campanile è anche inserito nella lista del Patrimonio mondiale dell'UNESCO all'interno delle torri campanarie di Belgio e Francia.

## Storia
Le origini della chiesa risalgono alla metà del XV secolo. Fu costruita dai capomastri di Gand sul sito dell'ospizio di San Giovanni. Nel 1558 i francesi guidati dal maresciallo de Thermes invasero la città e bruciarono la chiesa. Rimase in piedi solo la torre. La ricostruzione della chiesa iniziò intorno al 1560 sotto la direzione del capomastro Jean de Renneville. L'edificio fu ampliato a est, la navata principale fu rialzata e le navate laterali furono ricostruite con cappelle, ma per mancanza di fondi i lavori furono interrotti nel 1585. La vecchia torre, separata dalla nuova chiesa da una parte delle rovine della prima, rimase isolata e fu utilizzata come campanile, torre comunale oltreché struttura difensiva. Il progetto originario non fu mai portato a termine.

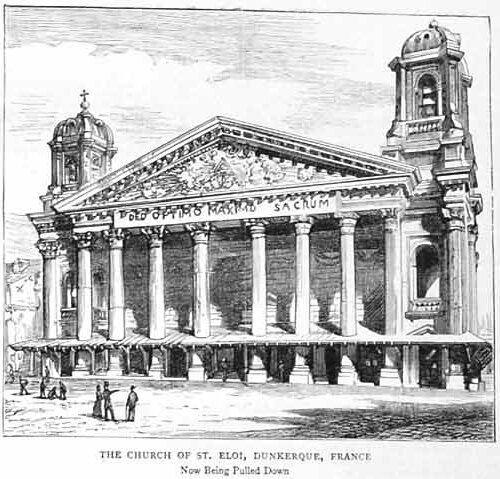
La vecchia facciata della chiesa di Sant'Eligio in un'illustrazione del 1883.

Nel 1731, l'area che separava la chiesa dal campanile, trasformato in passaggio pubblico già nel 1591, fu trasformato in strada.
Nel 1782 l'architetto Victor Louis fu incaricato dall'Intendente Calonne di eseguire una serie di lavori di ampliamento. Louis propose di estendere i muri esterni oltre i contrafforti delle navate laterali e di unire le cappelle laterali per formare due navate aggiuntive. I lavori proseguirono fino al 1787, quando il campanile, aggiunto nel 1610, fu demolito e fu costruita una nuova facciata nel 1785 in stile neoclassico con frontone e colonne. Dal 1793 al 1795, la chiesa fu consacrata al culto della Ragione.
Nel 1882 la facciata della chiesa, ormai in condizioni precarie, fu demolita e fu indetta una gara d'appalto per la costruzione di una nuova facciata. Fu scelto il progetto neogotico dell'architetto Adolphe Van Moë. La prima pietra fu posata l'11 aprile 1887 e la nuova facciata fu completata nel 1889 dall'architetto della città, Jules Lecocq.
Durante la prima guerra mondiale la chiesa fu gravemente danneggiata dai bombardamenti del 1915 e del 1917. Dopo un lungo restauro fu riaperta. Ma durante la invasione tedesca della Francia, la chiesa fu colpita da bombe incendiarie che ne lasciarono intatti solo i muri. Dopo ulteriori lavori di restauro, la chiesa fu riaperta al culto nel 1977. Ulteriori lavori proseguirono fino al 1985.

## Descrizione
L'edificio, di forma allungata, è realizzato in mattoni, ad eccezione dei contorni delle finestre, dei pilastri interni e della facciata, che sono in pietra bianca.
L'interno della chiesa è diviso in cinque navate, di cui una centrale più ampia delle altre. Esse terminano in un doppio deambulatorio con cinque cappelle a raggiera, ciascuna con una cappella absidale a tre lati. La navata centrale ha cinque campate e il coro tre campate dritte e cinque campate del deambulatorio. Due sacrestie fiancheggiano il secondo lato del presbiterio per una lunghezza di due campate.
Dal momento che la maggior parte del mobilio precedente al 1940 è andata distrutta, la chiesa è arredata con mobili del XVIII e XIX secolo provenienti dalla chiesa di San Giovanni Battista.
Le vetrate del coro e il grande rosone sono stati realizzati dal maestro Pierre Gaudin. Le altre sono state realizzate dal maestro Henry Lhotellier su disegno del pittore Arthur Van Hecke.
Il grande organo, anch'esso moderno, è un organo Gonzalez costruito nel 1970. Ha tre manuali da 56 note e una pedaliera da 32 note con azione meccanica per le note ed elettrica per gli stop. È stato recentemente restaurato e ampliato da Bernard Dargassies.